# Веденяев, Фёдор Михайлович
Фёдор Михайлович Веденяев (21 апреля 1862 —?) — русский и советский военный деятель, участник русско-японской, Первой мировой войн и Гражданской войны в России, полковник (1910).

## Биография
Родился 21 апреля 1862 г. в русской семье потомственных дворян Воронежской губернии. Учился в Псковской военной гимназии, которую не закончил и 10 августа 1878 г. поступил на правах вольноопределяющегося в 7-й стрелковый батальон рядовым. 25 апреля 1881 г. закончил батальонную учебную команду батальона. 8 августа 1884 г. закончил Варшавское пехотное юнкерское училище по второму разряду. В января 1889 г. 7-й стрелковый батальон был переформировался в 7-й стрелковый полк, в котором Веденяев исполнял должность казначея. С 25 сентября 1889 г. заведующий лазаретом. С 14 января 1892 г. заведующий учебной командой. С 5 сентября 1892 г. делопроизводитель полкового суда. С 26 октября 1892 г. одновременно заведующий полковой швальней (портняжной мастерской). С 11 мая 1893 г. командующий ротой. 19 июня 1893 г. на состязательной стрельбе выполнил условия для получения обыкновенного приза. С 15 сентября 1893 г. командовал ротой запасных нижних чинов, призванных в учебный сбор. С 9 декабря 1893 г. член полкового суда. С 5 сентября 1896 г. командир 5-й роты. С 6 января 1901 г. капитан Веденяев командовал 2-м батальоном. До 1904 г. командовал ротами и батальонами в этом же полку. В 1900—1901 г. участвовал в походах против Китая.

### Русско-японская война
Участник русско-японской войны 1904—1905 гг. Согласно телеграммы начальника штаба Варшавского военного округа от 3 июля 1900 г. № 918 2-я стрелковая бригада отправлена через Одессу морем на Дальний Восток. Телеграммой Главного штаба от 10 августа 1900 г. № 3919 7-й стрелковый полк направлен в Манчжурию по железной дороге. Капитан Веденяев с 17 февраля 1904 г. г. был командиром 2-го батальона 7-го стрелкового полка, который участвовал в боях под Мукденом. После окончания войны с 28 июня 1906 г. подполковник Веденяев комендант города Ченстохов. С 12 августа 1906 г. комендант охраны Ченстоховского военного района, после чего был наблюдающим за учебной командой, пулемётной командой и полковой лавочкой. 10 июля 1910 г. был командирован в Варшаву для изучения сапёрного дела. С 4 ноября 1913 г. полковник Веденяев начальник штаба 2-й стрелковой бригады 23-го армейского корпуса.

### Первая мировая война
Участник Первой мировой войны. Был прикомандирован к 327-му пехотному Корсуньскому полку. В бою 21 июня 1916 г. в районе с. Молодятин, командуя 2-м и 4-м батальонами 327-го пехотного Корсуньского полка, когда противник, превосходящий в силах, потеснил части, угрожая окружением, смелой и быстрой атакой своих батальонов предупредил этот обход и, невзирая на значительные потери, отбросил врага, заняв позицию впереди боевой линии. В ночь на 22 и днём 22 июня, когда после усиленной артиллерийской подготовки, произвёл ряд упорных контратак на занятую батальонами позицию, стойко отразил все атаки с большими для противника потерями. С 4 ноября 1916 г. по 7 октября 1917 г. командир 127-го пехотного Путивльского полка.

### Гражданская война в России
С 30 сентября 1918 г. по 25 ноября 1918 г. начальником 1-й Воронежской пехотной дивизии РККА, сформированной в Воронеже согласно Приказу военного руководителя Воронежского района обороны от 15.07.1918 № 12, которая 22 октября 1918 г. была переименована в 12-ю стрелковую дивизию, действовавшую в составе Южного участка отрядов завесы и вела бои на богучаровско-калачском направлении против белоказаков.

## Воинские чины и звания
- Младший унтер-офицер — 25 апреля 1881;
- Юнкер — 15 октября 1881;
- Подпоручик — 23 апреля 1885;
- Поручик — 23 апреля 1889;
- Штабс-капитан — 15 марта 1894;
- Капитан — 6 мая 1900;
- Подполковник — 27 апреля 1906;
- Полковник — 6 декабря 1910.[3]

## Награды
- Орден Святого Станислава III степени (11.02.1896);
- Орден Святой Анны III степени (22.06.1900) — «за доведение до отличного состояния вверенной ему роты признанной на трех Императорских смотрах стрельбы к ряду»;
- Орден Святого Станислава II степени с мечами (09.05.1907);
- Орден Святой Анны II степени (11.04.1910);
- Орден Святого Равноапостольного Князя Владимира IV степени с бантом (22.09.1911);
- Орден Святого Равноапостольного Князя Владимира III-й степени с мечами (01.01.1917);
- Медаль «В память русско-японской войны» (21.01.1906);
- Медаль «В память царствования императора Александра III» (17.03.1896)[3];
- Георгиевское оружие (Золотое оружие «За храбрость») (17.03.1917).

## Семья
Жена — дочь титулярного советника Ольга Ивановна Куликова. Дочери: Лидия (10.12.1894) и Ольга (03.03.1895).